# Élections municipales andorranes de 2019
Les élections municipales andorranes de 2019 ont lieu le 15 décembre 2019 afin de renouveler les membres des conseils municipaux (consells de comú) des sept Paroisses d'Andorre.

## Contexte
Les élections législatives d'avril 2019 donnent lieu à un parlement sans majorité, le parti Démocrates pour Andorre perdant sa majorité absolue des sièges malgré son maintien en tête des suffrages avec un léger recul. Le scrutin est par ailleurs marqué par un nombre record de partis en lice ainsi que de ceux ayant obtenus un siège, dans le contexte plus large d'une crise économique du pays face à la remise en question de son statut de paradis fiscal et douanier.

## Système électoral
La Loi Électorale permet aux conseils municipaux de choisir leur nombre de sièges, qui doit néanmoins être un nombre pair entre 10 et 16. Le système utilisé, mixte à finalité majoritaire, est un scrutin proportionnel plurinominal combiné à une importante prime majoritaire. Les électeurs votent dans chaque paroisse pour des listes plurinominales fermées, sans possibilité de vote préférentiel. Après décompte des suffrages, la moitié des sièges de la paroisse sont attribués à la liste arrivée en tête, et l'autre moitié répartis à la proportionnelle selon le quota de Hare, y compris à la liste arrivée en tête. Les conseillers municipaux procèdent ensuite dans chaque conseils aux élections des maires. 
Le gouvernement décide en conseil des ministres le 15 septembre 2019 de convoquer les élections pour le 15 décembre suivant. Les différents partis ont du 22 au 28 octobre pour présenter leurs listes, la campagne électorale s'étalant du premier au 13 décembre.

### Forces en présence
| Parti | Parti                                                    | Positionnement                                      | Dirigeant                | Résultats en 2015               |
| ----- | -------------------------------------------------------- | --------------------------------------------------- | ------------------------ | ------------------------------- |
|       | Démocrates pour Andorre Demòcrates per Andorra           | Centre droit Libéralisme, libéral-conservatisme     | Xavier Espot Zamora      | 37,06 % des voix 45 conseillers |
|       | Libéraux d'Andorre Liberals d'Andorra                    | Centre droit Libéralisme                            | Jordi Gallardo Fernàndez | 26,14 % des voix 10 conseillers |
|       | Parti social-démocrate Partit Socialdemòcrata            | Centre gauche Social-démocratie                     | Pere López Agràs         | 15,11 % des voix 5 conseillers  |
|       | Citoyens engagés Ciutadans Compromesos                   | Centre Social-libéralisme, écologisme, localisme    | David Baró Riba          | 9,94 % des voix 11 conseillers  |
|       | Lauredia en commun Laurèdia en Comú                      |                                                     |                          | 7,41 % des voix 9 conseillers   |
|       | Démocratie sociale et progrès Socialdemocràcia i Progrés | Centre gauche Social-démocratie, Social-libéralisme | Josep Roig Carcel        | 4,33 % des voix 0 conseillers   |

## Maires
| Paroisse            | Maire                   | Parti | Parti                  |
| ------------------- | ----------------------- | ----- | ---------------------- |
| Canillo             | Francesc Camp Torres    |       | Démocrates             |
| Encamp              | Laura Mas Barrionuevo   |       | Démocrates             |
| Ordino              | Josep Àngel Mortés Pons |       | Démocrates             |
| La Massana          | Olga Molné Soldevila    |       | Citoyens engagés       |
| Andorre-la-Vieille  | Conxita Marsol Riart    |       | Démocrates             |
| Sant Julià de Lòria | Josep Majoral Obiols    |       | Troisième voie         |
| Escaldes-Engordany  | Rosa Gili Casals        |       | Parti social-démocrate |

## Résultats par paroisse

Liste arrivée en tête par paroisse

### Canillo
|                          | Démocrates + indépendants | 424   | 59,72 | 8  |  |  |
|                          | Objectif commun           | 286   | 40,28 | 2  |  |  |
|                          |                           |       |       |    |  |  |
| Votes valides            | Votes valides             | 710   | 95,43 |    |  |  |
| Votes blancs             | Votes blancs              | 28    | 3,76  |    |  |  |
| Votes nuls               | Votes nuls                | 6     | 0,81  |    |  |  |
| Total                    | Total                     | 744   | 100   | 10 |  |  |
| Abstentions              | Abstentions               | 307   | 29,22 |    |  |  |
| Inscrits / participation | Inscrits / participation  | 1 051 | 70,78 |    |  |  |

### Encamp
|                          | Ensemble pour Encamp (DA+LA)          | 894   | 41,27 | 9  |  |  |
|                          | Parti social-démocrate + indépendants | 615   | 28,39 | 2  |  |  |
|                          | Regroupement pour Encamp              | 503   | 23,22 | 1  |  |  |
|                          | Troisième voie + indépendants         | 154   | 7,11  | 0  |  |  |
|                          |                                       |       |       |    |  |  |
| Votes valides            | Votes valides                         | 2 166 | 93,56 |    |  |  |
| Votes blancs             | Votes blancs                          | 117   | 5,05  |    |  |  |
| Votes nuls               | Votes nuls                            | 32    | 1,38  |    |  |  |
| Total                    | Total                                 | 2 315 | 100   | 12 |  |  |
| Abstentions              | Abstentions                           | 1 685 | 42,13 |    |  |  |
| Inscrits / participation | Inscrits / participation              | 4 000 | 57,87 |    |  |  |

### Ordino
|                          | Ensemble pour Ordino (DA+LA+SDP) | 552   | 44,95 | 8  |  |  |
|                          | Pour Ordino                      | 302   | 24,59 | 1  |  |  |
|                          | Bougeons Ordino                  | 281   | 22,88 | 1  |  |  |
|                          | Troisième voie + indépendants    | 93    | 7,57  | 0  |  |  |
|                          |                                  |       |       |    |  |  |
| Votes valides            | Votes valides                    | 1 228 | 93,38 |    |  |  |
| Votes blancs             | Votes blancs                     | 72    | 5,47  |    |  |  |
| Votes nuls               | Votes nuls                       | 15    | 1,14  |    |  |  |
| Total                    | Total                            | 1 315 | 100   | 10 |  |  |
| Abstentions              | Abstentions                      | 475   | 26,49 |    |  |  |
| Inscrits / participation | Inscrits / participation         | 1 790 | 73,51 |    |  |  |

### La Massana
|                          | Citoyens engagés + Démocrates + Libéraux | 912   | 100   | 12 |  |  |
|                          |                                          |       |       |    |  |  |
| Votes valides            | Votes valides                            | 912   | 57,07 |    |  |  |
| Votes blancs             | Votes blancs                             | 589   | 36,86 |    |  |  |
| Votes nuls               | Votes nuls                               | 97    | 6,07  |    |  |  |
| Total                    | Total                                    | 1 598 | 100   | 12 |  |  |
| Abstentions              | Abstentions                              | 1 527 | 48,97 |    |  |  |
| Inscrits / participation | Inscrits / participation                 | 3 125 | 51,13 |    |  |  |

### Andorre-la-Vieille
|                          | Ensemble pour Andorre-la-Vieille (DA+LA+SDP) | 1943  | 51,21 | 9  |  |  |
|                          | Parti social-démocrate + indépendants        | 1457  | 38,40 | 3  |  |  |
|                          | Troisième voie + indépendants                | 394   | 10,38 | 0  |  |  |
|                          |                                              |       |       |    |  |  |
| Votes valides            | Votes valides                                | 3 794 | 94,14 |    |  |  |
| Votes blancs             | Votes blancs                                 | 184   | 4,57  |    |  |  |
| Votes nuls               | Votes nuls                                   | 52    | 1,29  |    |  |  |
| Total                    | Total                                        | 4 030 | 100   | 12 |  |  |
| Abstentions              | Abstentions                                  | 4 212 | 51,11 |    |  |  |
| Inscrits / participation | Inscrits / participation                     | 8 242 | 48,89 |    |  |  |

### Sant Julià de Lorià
|                          | Troisième voie + Unio Laurediana + indépendants | 1159  | 48,58 | 9  |  |  |
|                          | Lauredia se réveille                            | 970   | 40,65 | 3  |  |  |
|                          | Units pel Canvi                                 | 257   | 10,77 | 0  |  |  |
|                          |                                                 |       |       |    |  |  |
| Votes valides            | Votes valides                                   | 2 386 | 94,12 |    |  |  |
| Votes blancs             | Votes blancs                                    | 128   | 5,05  |    |  |  |
| Votes nuls               | Votes nuls                                      | 21    | 0,83  |    |  |  |
| Total                    | Total                                           | 2 535 | 100   | 12 |  |  |
| Abstentions              | Abstentions                                     | 1 591 | 38,57 |    |  |  |
| Inscrits / participation | Inscrits / participation                        | 4 126 | 61,43 |    |  |  |

### Escaldes-Engordany
|                          | Parti social-démocrate + indépendants  | 1377  | 45,63 | 9  |  |  |
|                          | Démocrates + indépendants              | 1367  | 45,29 | 3  |  |  |
|                          | Union pour Escaldes-Engordany (LA+SDP) | 168   | 5,57  | 0  |  |  |
|                          | Troisième voie + indépendants          | 106   | 3,51  | 0  |  |  |
|                          |                                        |       |       |    |  |  |
| Votes valides            | Votes valides                          | 3 018 | 94,46 |    |  |  |
| Votes blancs             | Votes blancs                           | 141   | 4,41  |    |  |  |
| Votes nuls               | Votes nuls                             | 36    | 1,13  |    |  |  |
| Total                    | Total                                  | 3 195 | 100   | 12 |  |  |
| Abstentions              | Abstentions                            | 2 294 | 41,80 |    |  |  |
| Inscrits / participation | Inscrits / participation               | 5 489 | 58,20 |    |  |  |